# Sažije
Sažije falu Horvátországban Pozsega-Szlavónia megyében. Közigazgatásilag Bresztováchoz tartozik.

## Fekvése
Pozsegától légvonalban 20, közúton 25 km-re, községközpontjától légvonalban 16, közúton 19 km-re északnyugatra, Szlavónia középső részén, a Papuk-hegység területén, a Szalatnokot Pozsegával összekötő 69-es számú főúttól és a Brzaja-patak völgyétől nyugatra emelkedő magaslaton fekszik.

## Története
Ősi település, mely már a középkorban is létezett. A 16. század közepén foglalta el a török. 
A török uralom idején Boszniából érkezett pravoszláv vlachok települtek ide. 1698-ban már „Szassia” néven 8 portával szerepel a török uralom alól felszabadított szlavóniai települések összeírásában. Az első katonai felmérés térképén „Dorf Szaxije” néven találjuk. Lipszky János 1808-ban Budán kiadott repertóriumában „Saxije” néven szerepel. Nagy Lajos 1829-ben kiadott művében „Szasie” néven összesen 19 házzal, 135 ortodox vallású lakossal találjuk. 1857-ben 145, 1910-ben 317 lakosa volt. 1910-ben a népszámlálás adatai szerint lakosságának 98%-a szerb anyanyelvű volt. Pozsega vármegye Pakráci járásának része volt. Az első világháború után 1918-ban az új szerb-horvát-szlovén állam, majd később (1929-ben) Jugoszlávia része lett. A második világháború idején 1942-ben és 1943-ban súlyos harcok zajlottak itt. Végül az egész vidék a partizánok ellenőrzése alá került. 1991-ben lakosságának 93%-a szerb nemzetiségű volt. A délszláv háború során 1991 októberének elején foglalták el a JNA banjalukai hadtestének csapatai. A horvát hadsereg 123. pozsegai dandárjának egységei az Orkan ’91 hadművelet során 1991. december 16-án foglalták vissza. A szerb lakosság elmenekült. 2011-ben 15 lakosa volt.

## Lakossága
| Lakosság változása | Lakosság változása | Lakosság változása | Lakosság változása | Lakosság változása | Lakosság változása | Lakosság változása | Lakosság változása | Lakosság változása | Lakosság változása | Lakosság változása | Lakosság változása | Lakosság változása | Lakosság változása | Lakosság változása | Lakosság változása |
| ------------------ | ------------------ | ------------------ | ------------------ | ------------------ | ------------------ | ------------------ | ------------------ | ------------------ | ------------------ | ------------------ | ------------------ | ------------------ | ------------------ | ------------------ | ------------------ |
| 1857               | 1869               | 1880               | 1890               | 1900               | 1910               | 1921               | 1931               | 1948               | 1953               | 1961               | 1971               | 1981               | 1991               | 2001               | 2011               |
| 143                | 145                | 163                | 176                | 232                | 317                | 258                | 312                | 208                | 217                | 212                | 172                | 141                | 118                | 29                 | 15                 |